# Izland az 1964. évi nyári olimpiai játékokon
Izland a japán Tokióban megrendezett 1964. évi nyári olimpiai játékok egyik részt vevő nemzete volt. Az országot az olimpián 2 sportágban 4 sportoló képviselte, akik érmet nem szereztek.

## Atlétika
Férfi
| Versenyző    | Versenyszám | Selejtező | Selejtező | Döntő    | Döntő    |
| Versenyző    | Versenyszám | Eredmény  | Helyezés  | Eredmény | Helyezés |
| ------------ | ----------- | --------- | --------- | -------- | -------- |
| Jón Ólafsson | Magasugrás  | 200 cm    | 25.       | kiesett  | kiesett  |

| Versenyző           | Versenyszám | 100 m | 100 m | Távolugrás | Távolugrás | Súlylökés | Súlylökés | Magasugrás | Magasugrás | 400 m | 400 m | 110 m gát | 110 m gát | Diszkoszvetés | Diszkoszvetés | Rúdugrás | Rúdugrás | Gerelyhajítás | Gerelyhajítás | 1500 m | 1500 m | Végeredmény | Végeredmény |
| Versenyző           | Versenyszám | Idő   | Pont  | Eredmény   | Pont       | Eredmény  | Pont      | Eredmény   | Pont       | Idő   | Pont  | Idő       | Pont      | Eredmény      | Pont          | Eredmény | Pont     | Eredmény      | Pont          | Idő    | Pont   | Pont        | Helyezés    |
| ------------------- | ----------- | ----- | ----- | ---------- | ---------- | --------- | --------- | ---------- | ---------- | ----- | ----- | --------- | --------- | ------------- | ------------- | -------- | -------- | ------------- | ------------- | ------ | ------ | ----------- | ----------- |
| Valbjörn Þorláksson | Tízpróba    | 11,1  | 780   | 643 cm     | 699        | 13,10 m   | 671       | 181 cm     | 689        | 50,1  | 801   | 15,6      | 787       | 39,70 m       | 680           | 440 cm   | 909      | 56,19 m       | 714           | 5:00,6 | 405    | 7135        | 12.         |

## Úszás
Férfi
| Versenyző          | Versenyszám  | Előfutam | Előfutam | Előfutam | Elődöntő | Elődöntő | Elődöntő | Döntő   | Döntő    |
| Versenyző          | Versenyszám  | Idő      | Hely.    | Össz.    | Idő      | Hely.    | Össz.    | Idő     | Helyezés |
| ------------------ | ------------ | -------- | -------- | -------- | -------- | -------- | -------- | ------- | -------- |
| Gudmunður Gíslason | 100 m gyors  | 59,0     | 8.       | 57.*     | kiesett  | kiesett  | kiesett  | kiesett | kiesett  |
| Gudmunður Gíslason | 400 m vegyes | 5:15,5   | 5.       | 22.      |          |          |          | kiesett | kiesett  |

Női
| Versenyző                  | Versenyszám | Előfutam | Előfutam | Előfutam | Elődöntő | Elődöntő | Elődöntő | Döntő   | Döntő    |
| Versenyző                  | Versenyszám | Idő      | Hely.    | Össz.    | Idő      | Hely.    | Össz.    | Idő     | Helyezés |
| -------------------------- | ----------- | -------- | -------- | -------- | -------- | -------- | -------- | ------- | -------- |
| Hrafnhildur Guðmundsdóttir | 100 m gyors | 1:06,4   | 7.       | 36.*     | kiesett  | kiesett  | kiesett  | kiesett | kiesett  |

* - egy másik versenyzővel azonos időt ért el